# جاكي بلانشفلاور
جاكي بلانشفلاور (بالإنجليزية: Jackie Blanchflower)‏ (7 مارس 1933 في المملكة المتحدة - 2 سبتمبر 1998 في المملكة المتحدة) هو لاعب كرة قدم بريطاني في مركز الوسط. شارك مع منتخب أيرلندا الشمالية لكرة القدم. أما مع النوادي، فقد لعب مع مانشستر يونايتد.

## وصلات خارجية
- جاكي بلانشفلاور على موقع قاعدة بيانات كرة القدم.إي يو (الإنجليزية)
- جاكي بلانشفلاور على موقع ناشيونال فوتبول تيمز (الإنجليزية)
- جاكي بلانشفلاور على موقع عالم كرة القدم.نت (الإنجليزية)